# Kaprice Akamba
Kaprice Akamba, de son vrai nom Akamba Ndi Muriel Kaprice, née le 1er janvier 1998 à Ngolbang (Cameroun), est une comédienne, actrice et créatrice de contenu camerounaise.  Elle est connue pour son humour percutant, son style unique mêlant comédie, lifestyle et mode, ainsi que son influence croissante sur la scène culturelle camerounaise et africaine:contentReference[oaicite:0]{index=0}.

## Biographie
Kaprice Akamba débute sa carrière en 2018 aux côtés d’Ezaboto dans La Tragédie de Kaprice, une œuvre qui marque son entrée remarquée dans le monde artistique.  Très rapidement, son charisme et sa polyvalence lui ouvrent les portes de la scène humoristique et cinématographique camerounaise:contentReference[oaicite:1]{index=1}.
Elle a joué dans plusieurs productions, parmi lesquelles :
- Les Modélistes
- Moussah Jean Kalagan
- Marmiton Cafétéria – Maman Coco
- Sandra Nelly – La Pimenterie & La Femme de Mon Père
- Série : 3 épisodes de One to One
- Le Revers de la Succession
- La Dure Phone
- Imbécile l’Amour (aux côtés de Symon NaNGA)
- Man No Lap à la Barre:contentReference[oaicite:2]{index=2}

Aujourd’hui, Kaprice Akamba continue de briller en duo dans Les Kilowatts (formé avec Bhristian Wouappi), ainsi qu’en solo dans de nombreux projets aux côtés d’artistes tels que Chelsy Suzy, Mr Thiam et Le Vieux Tchameni:contentReference[oaicite:3]{index=3}.

## Distinctions
- SGBC Award
- Best Talent Cameroun
- Best Online Social Content Creator
- Nommée à trois reprises aux Africrea Awards:contentReference[oaicite:4]{index=4}

## Influence
Au-delà du divertissement, Kaprice Akamba s’impose comme une voix influente de la jeunesse et de la culture camerounaise.  Elle fédère une importante communauté en ligne et collabore régulièrement avec des marques, confirmant son statut d’ambassadrice de la culture urbaine et populaire du Cameroun:contentReference[oaicite:5]{index=5}.

## Biographie
En 2018, Kaprice Akamba fait ses débuts avec ``Les Tragédies de Kaprice`` et devient rapidement un phénomène du web grâce à son humour expressif et émotionnel, qui lui vaut le surnom de “pleureuse nationale” :contentReference[oaicite:14]{index=14}. Elle prépare un spectacle au Canal Olympia à Douala en août 2025 :contentReference[oaicite:15]{index=15}.

## Carrière / Filmographie
Selon IMDb, elle apparait dans plusieurs productions notamment *Échec et mat* (2019), *Une sœur exceptionnelle* (2022) et *Le Revers de la succession* (2023) :contentReference[oaicite:16]{index=16}.

## Récompenses et distinctions
- Meilleure créatrice de contenus – CAMIFF 2025 :contentReference[oaicite:17]{index=17}
- Meilleure révélation humour-comédie – Best Talent Cameroon (année non précisée) :contentReference[oaicite:18]{index=18}

## Réception médiatique
Elle est décrite comme « l’un des visages incontournables de l’humour camerounais sur le web » par Laura Dave Média, qui souligne son style mêlant émotion, satire et authenticité :contentReference[oaicite:19]{index=19}.